# Anthony Wordsworth
Anthony Daniel Wordsworth (sinh 3 tháng 1 năm 1989) là cầu thủ bóng đá người Anh. Anh hiện đang chơi cho câu lạc bộ Southend United. Anh có thể chơi mọi vị trí ở trung lộ nhưng thường được bố trí ở vị trí tiền vệ trung tâm.

## Sự nghiệp thi đấu

### Colchester United

#### 2006/07
Wordsworth ký hợp đồng chuyên nghiệp với Colchester United cuối mùa bóng 2006/07, được bố trí thi đấu vài trận cho đội hình chính trong mùa giải này.

#### 2007/08
Anh được trao số áo 27 trong mùa giải 2007/08. Anh có trận đấu đầu tiên trong trận thua 3-1 trước Hull City.

#### 2008/09
Anh ghi được 2 bàn thắng đầu tiên trong trận thua 4-3 trước Cheltenham Town. Anh ra sân 33 lần và ghi được 3 bàn thắng.

#### 2009/10
Anh được trao số áo 22 và chơi hầu hết các trận đấu ở vị trí tiền vệ cánh trái. Wordsworth kết thúc mùa giải với danh hiệu Cầu thủ trẻ xuất sắc nhất năm 2009/10.

#### 2010/11
Anh bắt đầu mùa giải với 2 bàn thắng vào lưới Exeter trong trận hoà 2-2.